# 同性戀炸彈
同性戀炸彈（英語：Gay bomb）是一種不致命、虛構化學武器的名稱。
1994年，美國俄亥俄州的萊特-派特森實驗室上呈了一份三頁的建議書，內容關於一系列的不致命化學武器。這份建議書經過很多微小的修正之後，通過陽光計劃的《自由法》落到公眾手上。
在文件中，有一句說明可以用內有春藥成分的炸彈轟炸對方，令他們成為「同性戀」。這種武器被形容為「極度惹人反感但並不致命」。在「對新發現的需求」部分，這份文件含蓄地說明沒有一種化學成分被發現適合製造炸彈，而暫時外界也不知道現在有沒有新發現。文件內也包含了很多非他們專業範圍的理念，例如蜜蜂分泌物噴劑，和在戰場中隱藏蜂巢。
此構想獲得了2007年搞笑諾貝爾獎的和平獎。無人出現領獎。